# Звукознімач

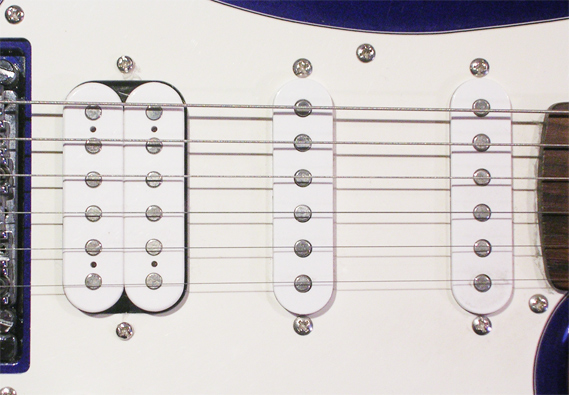
Три магнітних звукознімача на електрогітарі. Один гамбакер та два сингла — зліва направо

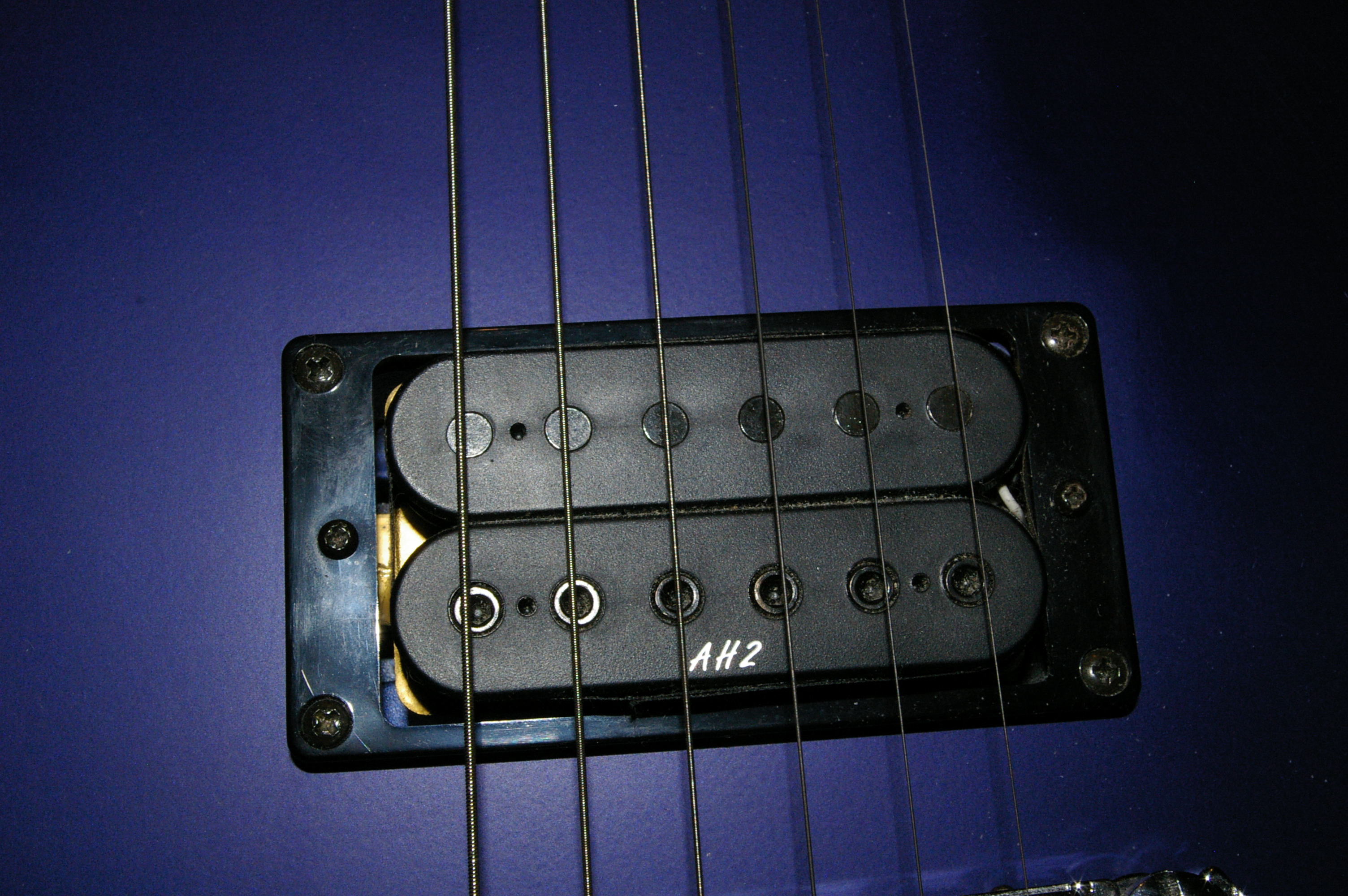
Хамбакер

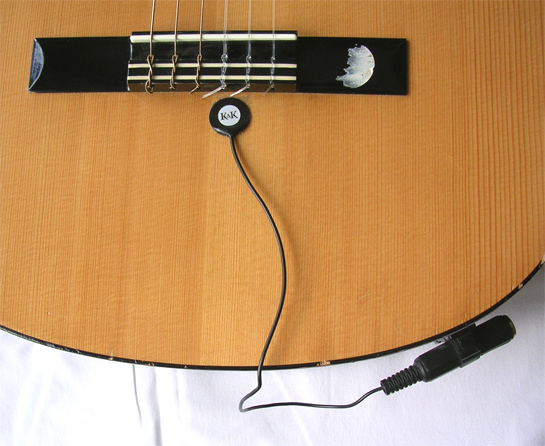
П'єзоелектричний звукознімач на класичній акустичній гітарі

Звукозніма́ч (англ. pickup) — пристрій, призначений для перетворення коливання в електричний струм.
В грамзаписі звукознімач складається з головки звукознімача і тонарма. 
Сигнал з звукознімача може бути оброблений за для отримання різноманітних звукових ефектів, і, згодом, підсилений для відтворення через динаміки. Використовується в електрогітарах, бас-гітарах та напівакустичних гітарах. Існує декілька видів звукознімачів: магнітні, п'єзоелектричні, оптичні.

## Класифікація
- Електромагнітні звукознімачі — зняття звуку відбувається завдяки зміні магнітного поля через коливання у ньому струни. Магнітні звукознімачі поділяються на:
  - Сингл (англ. Single) — одна котушка. Атака яскравіша за атаку хамбакерів, більш перкусійна; звучання чистіше. Значна чутливість до електромагнітних завад.
  - Хамбакер (англ. Humbucker) — дві котушки, розташовані поруч чи одна над одною, увімкнені у протифазі. Такий підхід дозволяє нейтралізувати шуми від електричного фону за рахунок алгебраїчного складання сигналів від двох котушок. Дослівно «humbucker» перекладається як «подавлювач шуму», де «hum» — гудіння, а «buck(er)», це — той, хто «виступає проти».
- П'єзоєлектричні — зняття звуку проходить за допомогою п'єзоелектричних ефектів.
- Оптичні (не одержали належного розповсюдження) — зняття сигналу проходить за рахунок оптичного віддзеркалення пучка світла від коливання струни.